# Сивцев, Дмитрий Кононович
Дмитрий Кононович Сивцев (якут. Суорун Омоллоон; 1 (14) сентября 1906, Якутская область — 25 июня 2005, Республика Саха (Якутия)) — якутский писатель и драматург. Герой Социалистического Труда (1991). Заслуженный деятель искусств РСФСР (1958). Народный писатель Якутской АССР (1967).

## Биография
Дмитрий Сивцев родился в 3-м Жехсогонском наслеге Таттинского улуса Якутской области 1 (14) сентября 1906 год в семье крестьянина-середняка. В 1928 году окончил Якутский педагогический техникум.
Первые произведения Сивцева были напечатаны в 1926 году. В ранний период творчества он писал в основном рассказы, часто сатирического характера. Его перу принадлежат комедия «Лежебока», драмы «Кузнец Кюкюр» и «Сайсары», трагедия «Саяна»; он является автором либретто ко многим театральным постановкам Якутского музыкально-драматического театра. Также им был написан ряд историко-краеведческих работ и произведений для детей.
Сивцев вёл широкую культурно-просветительскую деятельность. Он является основателем Черкёхского музея политической ссылки, Ленского историко-архитектурного музея-заповедника «Дружба», музея под открытым небом Хадаайы в Таттинском улусе. В 1990-е годы внёс большой вклад в восстановление церквей в Якутии, за что был отмечен наградами Русской православной церкви.

## Награды и звания
- Герой Социалистического Труда[1] (Указ Президента Союза ССР от 24.04.1991)
- Орден «За заслуги перед Отечеством» III степени (Указ Президента Российской Федерации от 12.09.1996)
- Орден Ленина (24.04.1991)
- 2 ордена Трудового Красного Знамени (Указ Президиума Верховного Совета СССР от 22.09.1956; Указ Президиума Верховного Совета СССР от 13.09.1966)
- Орден Дружбы народов (Указ Президиума Верховного Совета СССР от 23.09.1976)
- Орден «Знак Почёта» (Указ Президиума Верховного Совета СССР от 27.06.1947)
- медали
- Народный писатель Якутской АССР (1967)
- Заслуженный деятель искусств Якутской АССР
- Заслуженный деятель искусств РСФСР (1958)
- Золотая медаль ВДНХ (1985)
- Лауреат Государственной премии Республики Саха (Якутия) имени П. А. Ойунского
- Лауреат Государственной премии Республики Саха (Якутия) имени А. Е. Кулаковского
- Орден «Полярная звезда» (2001)[2]
- Орден святого благоверного князя Даниила Московского 3-й степени (1996)
- Почётный гражданин города Якутска (1996)[3]
- Почётный гражданин Республики Саха (Якутия) (1997)[4]

## Память
- Имя Суоруна Омоллоона присвоено:

Якутскому государственному театру оперы и балета (Указ Президента Республики Саха (Якутия) от 18.09.2001 № 1498)
- Установлены памятники:

на площади Дружбы, перед Государственным театром оперы и балета в Якутске (архитектор Андрей Толстяков, скульпторы Виктор Фёдоров и Семён Прокопьев; 2011)
на территории Литературно-художественного музея-заповедника «Таатта» в Таттинском улусе в местности Хадаайы (скульптор В. Я. Сивцев — Отур Силис)